# 五十嵐毅
五十嵐 毅（いがらし たけし、1959年11月27日 - ）は、日本プロ麻雀協会に所属する競技麻雀のプロ雀士。新潟県新潟市出身、O型。愛称はイガリン。キャッチフレーズは「至高の守備派」・「卓上のボランチ」・「至高のベタオリスト」・「史上最弱の最高位」。最高位戦日本プロ麻雀協会を脱会して、日本プロ麻雀協会に2001年の結成時より所属。同協会副代表を経て2005年11月に日本プロ麻雀協会の二代目代表（初代代表は土井泰昭）に就任。

## 人物
第21期最高位戦では史上最低ポイントでタイトルを獲得、「史上最弱の最高位」と呼ばれた時期もあった。
徹底的な守備型の雀風で、失点を極度に嫌う。配牌が良くないときは第一打から鳴かせない様に牌を絞り、オリてしまうことも珍しくない。そのため他の雀士からは、「オリすぎ」「臆病」など揶揄されることもある。
座右の銘は、「一牌の重みを知る」

## 獲得タイトル
- 最高位（第21期）
- 八翔位（第35期）
- 覇王カップ（第4回）
- 101・昇級者スプリント（第4回）

## 著書
- 鉄火場攻略かげろうガイド（2004年5月27日、竹書房、 西原理恵子との共著） ISBN 978-4812416204
- 新・麻雀覇王ブックス(3)五十嵐毅の麻雀 「至高の守備」（2004年11月24日、毎日コミュニケーションズ） ISBN 978-4839915858
- 麻雀 究極の守備（2013年7月26日、マイナビ） ISBN 978-4839947897

## 作品

### オリジナルビデオ
- 兎USAGI～野性の闘牌～（2013年2月15日、ジーピー・ミュージアム）監督:薬師寺光幸 麻雀指導:五十嵐毅[5]

## 出演

### テレビ
- モンド21麻雀プロリーグ（MONDO21）